# Jean-Baptiste Jecker
Pour les articles homonymes, voir Jecker.
Jean-Baptiste Jecker, né à Porrentruy le 29 décembre 1812 et mort à Paris le 26 mai 1871, est un banquier et homme d'affaires franco-suisse du XIXe siècle.

## Biographie
Né à Porrentruy (commune du département français du Haut-Rhin sous le Premier Empire), Jean-Baptiste Jecker était le fils d'un meunier. En 1831, il se rendit à Paris où il travailla comme employé de la banque Hottinger.

En 1835, il traversa l'Atlantique pour rejoindre son frère Louis, qui s'était établi comme médecin à Mexico. Doué pour les affaires, Jean-Baptiste Jecker devint bientôt un puissant industriel, prospecta des mines dans la Sonora et en Basse-Californie et fonda la banque la plus importante du pays.
Par un décret du 29 octobre 1859, le président conservateur Miguel Miramón lui afferma la conversion de la dette intérieure. Cet accord, très avantageux pour le financier, qui devait en tirer une commission très élevée, entraîna l'émission massive de bons de la maison Jecker. Or, en 1861 le nouveau président libéral Benito Juárez, déclarant nuls et non avenus les engagements pris par son prédécesseur, décida de suspendre la transaction en même temps que le paiement de la dette mexicaine. Ainsi lésé d'une somme équivalente à 75 millions de francs, Jecker se tourna vers les milieux d'affaires parisiens, et notamment vers le duc de Morny, demi-frère de l'empereur Napoléon III et président du Corps législatif. Ce dernier, en échange d'une commission de 30 %, fit ajouter la somme réclamée par Jecker aux 60 millions exigés par les créanciers français de l’État mexicain. Cette combinaison financière contribua à la signature de la Convention de Londres (1861), qui aboutit à une expédition militaire franco-anglo-espagnole destinée à obtenir le respect des engagements financiers mexicains. Après le refus par Napoléon III de la Convention de Soledad et le retrait des troupes anglaises et espagnoles, le contingent français continua seul une guerre éprouvante (1862-1867) dont le pays ne tira aucun bénéfice.
Jecker, qui avait été naturalisé français le 26 mars 1862, vit sa position nettement affaiblie après la mort de Morny (1865). Quant au remboursement de sa créance, reconnue par le gouvernement de l'empereur intronisé par les Français, Maximilien Ier du Mexique, il fut revu à la baisse et suspendu en 1866. L'année suivante (1867), la France dut retirer ses troupes, ce qui favorisa le retour de Juárez et entraîna la chute de Maximilien. Jusqu'à cet événement qui mit définitivement fin à ses espoirs, Jecker n'avait réussi à récupérer que 12.660.000 francs.

Les opposants au Second Empire, comme Jules Favre ou Émile de Kératry, profitèrent de la libéralisation du régime pour dénoncer l'implication de la France dans les tractations financières du banquier. En septembre 1868, un article accusateur consacré à cette affaire par François-Odysse Barot se solda par un duel, en Belgique, entre Jecker et le journaliste de La Liberté.
Le 10 mai 1871, pendant la Commune de Paris, Jecker fut arrêté alors qu'il cherchait à obtenir un passeport pour fuir la capitale. Incarcéré à la Grande Roquette, il fut victime de son image d'affairiste lié aux désastres militaires et aux combinaisons financières douteuses de l'Empire déchu : les volontaires furent nombreux pour former le peloton d'exécution qui le fusilla le 26 mai sur un terrain vague correspondant à l'actuel no 7 de la rue de la Chine situé près de l'angle de la rue des Gâtines,.